# Hongkong op de Olympische Zomerspelen 2020
Hongkong nam deel aan de Olympische Zomerspelen 2020 in Tokio, Japan.

## Medailleoverzicht
| Medaille | Naam                                        | Sport          | Onderdeel           | Datum      |
| -------- | ------------------------------------------- | -------------- | ------------------- | ---------- |
| Goud     | Cheung Ka Long                              | Schermen       | Floret (m)          | 26 juli    |
|          |                                             |                |                     |            |
| Zilver   | Siobhan Haughey                             | Zwemmen        | 200m vrije slag (v) | 28 juli    |
| Zilver   | Siobhan Haughey                             | Zwemmen        | 100m vrije slag (v) | 30 juli    |
|          |                                             |                |                     |            |
| Brons    | Doo Hoi Kem Lee Ho Ching Minnie Soo Wai Yam | Tafeltennis    | team (v)            | 5 augustus |
| Brons    | Grace Lau                                   | Karate         | kata (v)            | 5 augustus |
| Brons    | Lee Wai Sze                                 | Baanwielrennen | sprint (v)          | 8 augustus |

## Atleten
Hieronder volgt een overzicht van de atleten die zich reeds hebben verzekerd van deelname aan de Olympische Zomerspelen 2020.
| sport        | mannen | vrouwen | totaal |
| ------------ | ------ | ------- | ------ |
| Atletiek     | 1      | 1       | 2      |
| Badminton    | 2      | 2       | 4      |
| Golf         | 0      | 1       | 1      |
| Gymnastiek   | 1      | 0       | 1      |
| Karate       | 0      | 1       | 1      |
| Paardensport | 1      | 0       | 1      |
| Roeien       | 0      | 1       | 1      |
| Schermen     | 4      | 4       | 8      |
| Tafeltennis  | 4      | 4       | 8      |
| Triatlon     | 1      | 0       | 1      |
| Wielersport  | 1      | 5       | 6      |
| Zeilen       | 1      | 2       | 3      |
| Zwemmen      | 2      | 7       | 9      |
| totaal       | 18     | 28      | 46     |

## Sporten

### Atletiek
Mannen
Loopnummers
| atleet          | onderdeel   | series | series | kwartfinale | kwartfinale | halve finale   | halve finale   | finale         | finale         |
| atleet          | onderdeel   | tijd   | rang   | tijd        | rang        | tijd           | rang           | tijd           | rang           |
| --------------- | ----------- | ------ | ------ | ----------- | ----------- | -------------- | -------------- | -------------- | -------------- |
| Chan Chung Wang | 110m horden | 14,23  | 8      | n.v.t.      | n.v.t.      | niet geplaatst | niet geplaatst | niet geplaatst | niet geplaatst |

Vrouwen
Loopnummers
| atlete        | onderdeel         | series | series | kwartfinale | kwartfinale | halve finale | halve finale | finale  | finale |
| atlete        | onderdeel         | tijd   | rang   | tijd        | rang        | tijd         | rang         | tijd    | rang   |
| ------------- | ----------------- | ------ | ------ | ----------- | ----------- | ------------ | ------------ | ------- | ------ |
| Ching Siu Nga | 20km snelwandelen | n.v.t. | n.v.t. | n.v.t.      | n.v.t.      | n.v.t.       | n.v.t.       | 1:37.53 | 35     |

### Badminton
Mannen
| atleet     | onderdeel | groepsfase              | groepsfase                | groepsfase           | groepsfase | eliminatie           | kwartfinale          | halve finale         | finale / BM          | finale / BM |
| atleet     | onderdeel | tegenstander uitslag    | tegenstander uitslag      | tegenstander uitslag | rang       | tegenstander uitslag | tegenstander uitslag | tegenstander uitslag | tegenstander uitslag | rang        |
| ---------- | --------- | ----------------------- | ------------------------- | -------------------- | ---------- | -------------------- | -------------------- | -------------------- | -------------------- | ----------- |
| Ng Ka Long | enkelspel | L Muñoz W (21–9, 21–10) | K Cordón V (20-22, 13-21) | n.v.t.               | 2          | niet geplaatst       | niet geplaatst       | niet geplaatst       | niet geplaatst       | 15          |

Vrouwen
| atlete         | onderdeel | groepsfase                            | groepsfase                 | groepsfase           | groepsfase | eliminatie           | kwartfinale          | halve finale         | finale / BM          | finale / BM |
| atlete         | onderdeel | tegenstander uitslag                  | tegenstander uitslag       | tegenstander uitslag | rang       | tegenstander uitslag | tegenstander uitslag | tegenstander uitslag | tegenstander uitslag | rang        |
| -------------- | --------- | ------------------------------------- | -------------------------- | -------------------- | ---------- | -------------------- | -------------------- | -------------------- | -------------------- | ----------- |
| Cheung Ngan Yi | enkelspel | K Polikarpova W (21-12, 15-21, 21–16) | P V Sindhu V (9-21, 16-21) | n.v.t.               | 2          | niet geplaatst       | niet geplaatst       | niet geplaatst       | niet geplaatst       | 15          |

Gemengd
| atlete                      | onderdeel  | groepsfase                                 | groepsfase                        | groepsfase                                      | groepsfase | eliminatie           | kwartfinale                        | halve finale                     | finale / BM                           | finale / BM |
| atlete                      | onderdeel  | tegenstander uitslag                       | tegenstander uitslag              | tegenstander uitslag                            | rang       | tegenstander uitslag | tegenstander uitslag               | tegenstander uitslag             | tegenstander uitslag                  | rang        |
| --------------------------- | ---------- | ------------------------------------------ | --------------------------------- | ----------------------------------------------- | ---------- | -------------------- | ---------------------------------- | -------------------------------- | ------------------------------------- | ----------- |
| Tang Chun Man Tse Ying Suet | dubbelspel | Chan P S / Goh L Y W (21-18, 10-21, 21-16) | Wang Y / Huang D V (12-21, 15-21) | M Lamsfuß / I Herttrich W (22-20, 20-22, 21-16) | 2 Q        | n.v.t.               | M Ellis / L Smith W (21-13, 21-18) | Zheng / Huang J V (16-21, 12-21) | Watanabe / Higashino V (17-21, 21-23) | 4           |

### Golf
Vrouwen
| atlete       | onderdeel | eerste ronde | tweede ronde | derde ronde | vierde ronde | totaal | totaal | totaal |
| atlete       | onderdeel | score        | score        | score       | score        | score  | par    | rang   |
| ------------ | --------- | ------------ | ------------ | ----------- | ------------ | ------ | ------ | ------ |
| Tiffany Chan | vrouwen   | 77           | 74           | 69          | 70           | 290    | +6     | 50     |

### Gymnastiek

#### Turnen
Mannen
| atleet        | onderdeel | kwalificatie | kwalificatie | kwalificatie | kwalificatie | kwalificatie | kwalificatie | kwalificatie | kwalificatie | finale         | finale         | finale         | finale         | finale         | finale         | finale         | finale         |
| atleet        | onderdeel | toestel      | toestel      | toestel      | toestel      | toestel      | toestel      | totaal       | positie      | toestel        | toestel        | toestel        | toestel        | toestel        | toestel        | totaal         | positie        |
| atleet        | onderdeel | vloer        | voltige      | ringen       | sprong       | brug         | rekstok      | totaal       | positie      | vloer          | voltige        | ringen         | sprong         | brug           | rekstok        | totaal         | positie        |
| ------------- | --------- | ------------ | ------------ | ------------ | ------------ | ------------ | ------------ | ------------ | ------------ | -------------- | -------------- | -------------- | -------------- | -------------- | -------------- | -------------- | -------------- |
| Shek Wai Hung | sprong    | n.v.t.       | n.v.t.       | n.v.t.       | 14,274       | n.v.t.       | n.v.t.       | 14,724       | 12           | niet geplaatst | niet geplaatst | niet geplaatst | niet geplaatst | niet geplaatst | niet geplaatst | niet geplaatst | niet geplaatst |

### Karate

#### Kata
Mannen
| Atleet    | Onderdeel | Eliminatie | Eliminatie | Ranking | Ranking | Finale / BM                          | Finale / BM |
| Atleet    | Onderdeel | Score      | Rang       | Score   | Rang    | Tegenstander Resultaat               | Rang        |
| --------- | --------- | ---------- | ---------- | ------- | ------- | ------------------------------------ | ----------- |
| Grace Lau | vrouwen   | 26,15      | 2 Q        | 26,40   | 2 Q     | Bronzen finale Bozan W 26,94 - 26,52 | Brons       |

### Paardensport

#### Eventing
| ruiter              | paard    | onderdeel   | dressuur    | dressuur | cross-country | cross-country | cross-country | springen     | springen     | springen     | springen       | springen       | springen       | totaal      | totaal |
| ruiter              | paard    | onderdeel   | dressuur    | dressuur | cross-country | cross-country | cross-country | kwalificatie | kwalificatie | kwalificatie | finale         | finale         | finale         | totaal      | totaal |
| ruiter              | paard    | onderdeel   | strafpunten | rang     | strafpunten   | totaal        | rang          | strafpunten  | totaal       | rang         | strafpunten    | totaal         | rang           | strafpunten | rang   |
| ------------------- | -------- | ----------- | ----------- | -------- | ------------- | ------------- | ------------- | ------------ | ------------ | ------------ | -------------- | -------------- | -------------- | ----------- | ------ |
| Thomas Heffernan Ho | Tayberry | individueel | 46,70       | 61       | 55,60         | 102,30        | 48            | 17,20        | 119,50       | 42           | niet geplaatst | niet geplaatst | niet geplaatst | 119,50      | 42     |

### Roeien
Vrouwen
| atleet     | onderdeel | series  | series | herkansingen | herkansingen | kwartfinale | kwartfinale | halve finale | halve finale | finale  | finale |
| atleet     | onderdeel | tijd    | rang   | tijd         | rang         | tijd        | rang        | tijd         | rang         | tijd    | rang   |
| ---------- | --------- | ------- | ------ | ------------ | ------------ | ----------- | ----------- | ------------ | ------------ | ------- | ------ |
| Winne Hung | skiff     | 8.17,79 | 4 R    | 8.23,58      | 2 SF         | 8.36,37     | 6 HC/D      | 7.56,30      | 6 FD         | 8.02,79 | 23     |

### Schermen
Mannen
| atleet                                                       | onderdeel   | eerste ronde         | tweede ronde          | derde ronde          | kwartfinale               | halve finale                          | finale / BM                            | finale / BM    |
| atleet                                                       | onderdeel   | tegenstander uitslag | tegenstander uitslag  | tegenstander uitslag | tegenstander uitslag      | tegenstander uitslag                  | tegenstander uitslag                   | rang           |
| ------------------------------------------------------------ | ----------- | -------------------- | --------------------- | -------------------- | ------------------------- | ------------------------------------- | -------------------------------------- | -------------- |
| Cheung Ka Long                                               | floret      | bye                  | Mertine W 15 - 12     | Focconi W 15 - 3     | Borodachev W 15 - 14      | Choupenitch W 15 - 10                 | Garozzo W 15 - 11                      | Goud           |
| Cheung Siu Lun                                               | floret      | Sanità V 14 - 15     | niet geplaatst        | niet geplaatst       | niet geplaatst            | niet geplaatst                        | niet geplaatst                         | niet geplaatst |
| Ryan Choi                                                    | floret      | bye                  | Van Haaster W 15 - 10 | Shikine V 6 - 15     | niet geplaatst            | niet geplaatst                        | niet geplaatst                         | niet geplaatst |
| Cheung Ka Long Cheung Siu Lun Ryan Choi Lawrence Ng Lok Wang | team floret | n.v.t.               | n.v.t.                | bye                  | Russische ploeg V 39 - 45 | Plaatsing 5 tot 8 Duitsland V 39 - 45 | Wedstrijd om plaats 7 Egypte W 45 - 21 | 7              |

Vrouwen
| atleet                                        | onderdeel  | eerste ronde         | tweede ronde         | derde ronde            | kwartfinale          | halve finale                                 | finale / BM                                     | finale / BM    |
| atleet                                        | onderdeel  | tegenstander uitslag | tegenstander uitslag | tegenstander uitslag   | tegenstander uitslag | tegenstander uitslag                         | tegenstander uitslag                            | rang           |
| --------------------------------------------- | ---------- | -------------------- | -------------------- | ---------------------- | -------------------- | -------------------------------------------- | ----------------------------------------------- | -------------- |
| Kaylin Hsieh                                  | Degen      | Murtazaeva           | niet geplaatst       | niet geplaatst         | niet geplaatst       | niet geplaatst                               | niet geplaatst                                  | niet geplaatst |
| Vivian Kong                                   | Degen      | bye                  | Doig W 15 - 11       | Knapik-Miazga W 15 - 8 | Murtazaeva V 10 - 15 | niet geplaatst                               | niet geplaatst                                  | niet geplaatst |
| Coco Lin                                      | Degen      | Tikanah V 11 - 15    | niet geplaatst       | niet geplaatst         | niet geplaatst       | niet geplaatst                               | niet geplaatst                                  | niet geplaatst |
| Vivian Kong Kaylin Hsieh Coco Lin Chu Ka Mong | team degen | n.v.t.               | n.v.t.               | n.v.t.                 | China V 32 - 44      | Plaatsing 5 tot 8 Verenigde Staten V 31 - 42 | Wedstrijd om plaats 7 Russische ploeg W 28 - 27 | 7              |

### Schietsport
Mannen
| atleet      | onderdeel            | kwalificaties | kwalificaties | finale         | finale         |
| atleet      | onderdeel            | punten        | rang          | punten         | rang           |
| ----------- | -------------------- | ------------- | ------------- | -------------- | -------------- |
| Chen Haohui | 25 m snelvuurpistool | DNS           | DNS           | niet geplaatst | niet geplaatst |

### Tafeltennis
Mannen
| atleet                                  | onderdeel | voorronde            | eerste ronde         | tweede ronde         | derde ronde          | vierde ronde         | kwartfinale          | halve finale         | finale / BM          | finale / BM    |
| atleet                                  | onderdeel | tegenstander uitslag | tegenstander uitslag | tegenstander uitslag | tegenstander uitslag | tegenstander uitslag | tegenstander uitslag | tegenstander uitslag | tegenstander uitslag | rang           |
| --------------------------------------- | --------- | -------------------- | -------------------- | -------------------- | -------------------- | -------------------- | -------------------- | -------------------- | -------------------- | -------------- |
| Lam Siu-hang                            | enkelspel | bye                  | Afanador W 4 - 3     | Gnanasekaran W 4 - 3 | Harimoto V 1 - 4     | niet geplaatst       | niet geplaatst       | niet geplaatst       | niet geplaatst       | niet geplaatst |
| Wong Chun-ting                          | enkelspel | bye                  | bye                  | bye                  | Chuang V 1 - 4       | niet geplaatst       | niet geplaatst       | niet geplaatst       | niet geplaatst       | niet geplaatst |
| Ho Kwan-kit Lam Siu-hang Wong Chun-ting | team      | n.v.t.               | n.v.t.               | n.v.t.               | n.v.t.               | Frankrijk V 0 - 3    | niet geplaatst       | niet geplaatst       | niet geplaatst       | niet geplaatst |

Vrouwen
| atlete                                      | onderdeel | voorronde            | eerste ronde         | tweede ronde         | derde ronde          | vierde ronde         | kwartfinale          | halve finale         | finale / BM          | finale / BM    |
| atlete                                      | onderdeel | tegenstander uitslag | tegenstander uitslag | tegenstander uitslag | tegenstander uitslag | tegenstander uitslag | tegenstander uitslag | tegenstander uitslag | tegenstander uitslag | rang           |
| ------------------------------------------- | --------- | -------------------- | -------------------- | -------------------- | -------------------- | -------------------- | -------------------- | -------------------- | -------------------- | -------------- |
| Doo Hoi Kem                                 | enkelspel | bye                  | bye                  | bye                  | Shin W 4 - 2         | Eerland W 4 - 1      | Chen V 2 - 4         | niet geplaatst       | niet geplaatst       | niet geplaatst |
| Minnie Soo Wai Yam                          | enkelspel | bye                  | bye                  | Xiao V 2 - 4         | niet geplaatst       | niet geplaatst       | niet geplaatst       | niet geplaatst       | niet geplaatst       | niet geplaatst |
| Doo Hoi Kem Lee Ho Ching Minnie Soo Wai Yam | team      | n.v.t.               | n.v.t.               | n.v.t.               | n.v.t.               | Brazilië W 3 - 1     | Roemenië W 3 - 1     | Japan V 0 - 3        | Duitsland W 3 - 1    | Brons          |

Gemengd
| atleet                     | onderdeel  | eerste ronde           | kwartfinale             | halve finale         | finale / BM          | finale / BM    |
| atleet                     | onderdeel  | tegenstander uitslag   | tegenstander uitslag    | tegenstander uitslag | tegenstander uitslag | rang           |
| -------------------------- | ---------- | ---------------------- | ----------------------- | -------------------- | -------------------- | -------------- |
| Wong Chun-ting Doo Hoi Kem | dubbelspel | Szudi / Pergel W 4 - 0 | Lebesson / Yuan V 3 - 4 | niet geplaatst       | niet geplaatst       | niet geplaatst |

### Triatlon
Individueel
| Atleet        | Evenement | Zwemmen(1.5 km) | Rang 1 | Fietsen (40 km) | Rang 2 | Lopen(10 km) | Totaal Tijd | Ranking |
| ------------- | --------- | --------------- | ------ | --------------- | ------ | ------------ | ----------- | ------- |
| Oscar Coggins | Mannen    | 17:54           |        | 56:29           |        | 33:23        | 1:48:55     | 33      |

### Wielersport

#### Baanwielrennen
Vrouwen
Sprint
| atlete      | onderdeel | kwalificaties | kwalificaties | ronde 1              | herkansing 1         | ronde 2              | herkansing 2         | ronde 3              | herkansing 3         | kwartfinale          | halve finale         | finale 3/4           | finale 3/4     |
| atlete      | onderdeel | tijd          | rang          | tegenstander uitslag | tegenstander uitslag | tegenstander uitslag | tegenstander uitslag | tegenstander uitslag | tegenstander uitslag | tegenstander uitslag | tegenstander uitslag | tegenstander uitslag | rang           |
| ----------- | --------- | ------------- | ------------- | -------------------- | -------------------- | -------------------- | -------------------- | -------------------- | -------------------- | -------------------- | -------------------- | -------------------- | -------------- |
| Hoi Yan Lee | sprint    | 11,232        | 28            | niet geplaatst       | niet geplaatst       | niet geplaatst       | niet geplaatst       | niet geplaatst       | niet geplaatst       | niet geplaatst       | niet geplaatst       | niet geplaatst       | niet geplaatst |
| Lee Wai Sze | sprint    | 10,538        | 9 Q           | Krupeckaitė W 11,196 | n.v.t.               | Marchant V +0,025    | Godby W 11,402       | Gros W 11,201        | n.v.t.               | Marchant W 2-0       | Starikova V 0-2      | Hinze W 2-0          | Brons          |

Keirin
| atleet      | onderdeel | ronde 1 | herkansing | kwartfinale    | halve finale   | finale         |
| atleet      | onderdeel | rang    | rang       | rang           | rang           | rang           |
| ----------- | --------- | ------- | ---------- | -------------- | -------------- | -------------- |
| Hoi Yan Lee | keirin    | 4       | 4          | niet geplaatst | niet geplaatst | niet geplaatst |
| Lee Wai Sze | keirin    | 3       | 1 Q        | 1 Q            | 5 FB           | 8              |

Koppelkoers
| atlete                | onderdeel   | rondespunten   | sprinterspunten | totaal         | rang           |
| --------------------- | ----------- | -------------- | --------------- | -------------- | -------------- |
| Yao Pang Bo Yee Leung | koppelkoers | niet gefinisht | niet gefinisht  | niet gefinisht | niet gefinisht |

Omnium
| atlete   | onderdeel | scratchrace | scratchrace | temporace | temporace | afvalrace | afvalrace | puntenrace     | puntenrace     | totaal punten  | rang           |
| atlete   | onderdeel | rang        | punten      | rang      | punten    | rang      | punten    | rang           | punten         | totaal punten  | rang           |
| -------- | --------- | ----------- | ----------- | --------- | --------- | --------- | --------- | -------------- | -------------- | -------------- | -------------- |
| Yao Pang | omnium    | 13          | 16          | 19        | 4         | 16        | 10        | niet gefinisht | niet gefinisht | niet gefinisht | niet gefinisht |

#### Wegwielrennen
Mannen
| atleet        | onderdeel    | tijd | rang |
| ------------- | ------------ | ---- | ---- |
| Hiu Fung Choy | wegwedstrijd | DNF  | DNF  |

### Zeilen
Mannen
| atleet        | onderdeel | race | race | race | race | race | race | race | race | race | race | race | race | race           | netto punten | eindnotering |
| atleet        | onderdeel | 1    | 2    | 3    | 4    | 5    | 6    | 7    | 8    | 9    | 10   | 11   | 12   | M              | netto punten | eindnotering |
| ------------- | --------- | ---- | ---- | ---- | ---- | ---- | ---- | ---- | ---- | ---- | ---- | ---- | ---- | -------------- | ------------ | ------------ |
| Michael Cheng | RS:X      | 3    | 8    | 8    | 12   | 8    | 9    | 13   | 22   | 15   | 15   | 15   | 13   | niet geplaatst | 119          | 13           |

Vrouwen
| atlete           | onderdeel    | race | race | race | race | race | race | race | race | race | race | race   | race   | race           | netto punten | eindnotering |
| atlete           | onderdeel    | 1    | 2    | 3    | 4    | 5    | 6    | 7    | 8    | 9    | 10   | 11     | 12     | M              | netto punten | eindnotering |
| ---------------- | ------------ | ---- | ---- | ---- | ---- | ---- | ---- | ---- | ---- | ---- | ---- | ------ | ------ | -------------- | ------------ | ------------ |
| Hayley Chan      | RS:X         | 12   | 8    | 13   | 5    | 7    | 6    | 8    | 14   | 7    | 4    | 8      | 3      | 14             | 95           | 8            |
| Stephanie Norton | laser radial | 29   | 35   | 37   | 22   | 37   | 33   | 33   | 37   | 41   | 42   | n.v.t. | n.v.t. | niet geplaatst | 304          | 39           |

### Zwemmen
Mannen
| atlete          | onderdeel        | series | series | halve finale   | halve finale   | finale         | finale         |
| atlete          | onderdeel        | tijd   | rang   | tijd           | rang           | tijd           | rang           |
| --------------- | ---------------- | ------ | ------ | -------------- | -------------- | -------------- | -------------- |
| Ian Ho          | 50 m vrije slag  | 22,45  | 32     | niet geplaatst | niet geplaatst | niet geplaatst | niet geplaatst |
| Ian Ho          | 100 m vrije slag | 49,49  | 34     | niet geplaatst | niet geplaatst | niet geplaatst | niet geplaatst |
| William Thorley | 10km open water  | n.v.t. | n.v.t. | n.v.t.         | n.v.t.         | 1.58.33,40     | 22             |

Vrouwen
| atlete                                              | onderdeel          | series   | series | halve finale   | halve finale   | finale         | finale         |
| atlete                                              | onderdeel          | tijd     | rang   | tijd           | rang           | tijd           | rang           |
| --------------------------------------------------- | ------------------ | -------- | ------ | -------------- | -------------- | -------------- | -------------- |
| Stephanie Au                                        | 100 m rugslag      | 1.01,07  | 26     | niet geplaatst | niet geplaatst | niet geplaatst | niet geplaatst |
| Siobhán Haughey                                     | 50 m vrije slag    | 24,75    | 15 Q   | terugtrekking  | terugtrekking  | niet geplaatst | niet geplaatst |
| Siobhán Haughey                                     | 100 m vrije slag   | 52,70 AR | 2 Q    | 52,40 AR       | 2 Q            | 52,27 AR       | Zilver         |
| Siobhán Haughey                                     | 200 m vrije slag   | 1.56,48  | 8 Q    | 1.55,16        | 2 Q            | 1.53,92 AR     | Zilver         |
| Camille Cheng Stephanie Au Ho Nam Wai Tam Hoi Lam   | 4x100 m vrije slag | 3.43,52  | 15     | n.v.t.         | n.v.t.         | niet geplaatst | niet geplaatst |
| NC                                                  | 4x200 m vrije slag | DNS      | DNS    | n.v.t.         | n.v.t.         | niet geplaatst | niet geplaatst |
| Camille Cheng Siobhán Haughey Toto Wong Jamie Yeung | 4x100 m wisselslag | 4.02,86  | 13     | n.v.t.         | n.v.t.         | niet geplaatst | niet geplaatst |